# NGC 1741A
NGC 1741A (другие обозначения — MCG -1-13-45, IRAS04591-0419, MK 1089, ARP 259, VV 524, HCG 31A, VV 565, PGC 16574) — пекулярная галактика в созвездии Эридан.
Этот объект входит в число перечисленных в оригинальной редакции «Нового общего каталога» и «Атласа пекулярных галактик».
В галактике наблюдается повышенное ультрафиолетовое излучение, и потому её относят к галактикам Маркаряна. Причиной является всплеск звездообразования из-за взаимодействия с галактиками компаньонами.
Галактика NGC 1741 входит в состав группы галактик NGC 1700. Помимо NGC 1741 в группу также входят IC 2102, NGC 1700, NGC 1729, PGC 16570, PGC 16573 и IC 399.